# 硝泡子
硝泡子也作巴嘎额吉是一个位于中国内蒙古自治区锡林郭勒盟东乌珠穆沁旗额吉淖尔镇境内的内流盐湖，位于额吉淖尔镇政府驻地东北约36千米，湖面海拔840米，面积5.0平方千米，平均水深0.1米。
在2021年东乌旗人民政府公布的主要河湖管理范围中，硝泡子管理范围面积10.87平方千米，划界长度为15.68千米。在同年公布的三级河湖长名单中，硝泡子湖长为额吉淖尔镇副镇长，嘎查级湖长为哈日阿图嘎查嘎查长。